# أكاتيكو (تراث شعبي)
أكاتيكو (بالإنجليزية: Akateko)‏، (باليابانية: 赤手児)، هو يوكاي، أو وحش ياباني، من الفلكلور بمحافظة أوموري، وتحديداً في مدينة هاتشينوه. وهذا الوحش أو اليوكاي هو أيضًا لجندة (قصة) محلية في محافظتي كاغاوا وفوكوشيما. واسمه يعني (اليد الطفولية الحمراء).